# مراد فلاح
مراد فلاح  (8 يونيو 1978 المغرب) هو لاعب كرة قدم مغربي يلعب كمدافع.

## روابط خارجية
- مراد فلاح على موقع قاعدة بيانات كرة القدم.إي يو (الإنجليزية)